# Gmelina leichhardtii
Gmelina leichhardtii, el haya blanca ("white beech") es un árbol del bosque lluvioso del este de Australia. Individuos esparcidos o pequeños grupos de árboles se encuentran desde el distrito de Illawarra de Nueva Gales del Sur hasta las proximidades de Cooktown en el trópico de Queensland. El haya blanca o teca gris ("grey teak") es un árbol de rápido crecimiento, que crece en suelos volcánicos y aluviales en áreas de moderada a alta pluviosidad. También crece en suelos sedimentarios pobres y en áreas libres de incendios. El haya blanca puede ser ocasionalmente vista en los bosques lluviosos de Australia, su estatus es considerado como "poco común". A diferencia del cedro rojo australiano, el haya blanca no se ha recuperado particularmente bien después de la tala de los siglos XIX y XX.

## Región de Illawarra
El haya blanca está amenazada en la región de Illawarra. Es posible que cien árboles permanezcan en treinta diferentes lugares de Illawarra. La localidad de Broughtonvale (34° S), cerca de Berry, Nueva Gales del Sur es considerada por Anders Boefeldt como el límite meridional de su distribución natural.  Sin embargo, D.J. Boland considera aún el más sureño río Clyde (35° S), cerca de Batemans Bay como el más austral en su límite de distribución. Árboles de haya blanca en Illawarra pueden ser vistos por el camino del bosque de Cataratas Minnamurra  ("Minnamurra Falls") en el Parque nacional Budderoo, sin embargo, estos árboles no están señalizados.

## Descripción
Los especímenes maduros alcanzan de 15 a 30 metros de alto, sin embargo individuos excepcionales pueden alcanzar 60 metros de alto, y viven por siglos. La base de los árboles más grandes exceden los dos y medio metros de diámetro. La corteza es gris, y el tronco es cilíndrico con la base rebordeada pero no ensanchada.
Las ramitas son gruesas, grises o cafés y vellosas. Las cicatrices de las hojas son prominentes. Los brotes jóvenes son densamente vellosos y aterciopelados.
Las hojas maduras son verde pálidas y ovadas, de 8 a 18 mm de largo. Son vellosas y venosas en el envés. Las venas laterales, las de la red y la central están marcadas en el haz, conspicuamente levantadas y marcadas en el envés debido a la cubierta debajo de vellos de gamuza. Las venas laterales son de ocho a diez, rectas y se dividen cerca del margen a 45 grados de la vena central. Las hojas juveniles son dentadas. Flores púrpuras, amarillas y blancas se forman a finales de primavera y en verano.

## Germinación
Alrededor de la temporada de la Pascua, las semillas maduran adentro de una drupa carnosa azulosa o violácea de 2 a 3 centímetros de diámetro. Estas son comidas por paloma wompoo de fruta, paloma nudo de cabeza y posiblemente otras aves grandes frugívoras. El fruto contiene una cápsula dura leñosa. La cápsula contiene cuatro celdas, cada una con una semilla que puede ser viable o no. 
El arilo carnoso necesita ser removido, ya que contiene agentes que inhiben la germinación de la semilla. El riego regular y el secado de las cápsulas parecen mejorar los resultados de germinación. Esta es lenta y no es confiable, tomando entre seis meses y cuatro años. Los plantones usualmente aparecen a finales de primavera y en verano.

## Madera y usos
La madera es durable y grisácea sin marcas significativas. Está valuada para plantillas, construcción de viviendas, cascos de embarcaciones, pisos, talla y ebanistería. El árbol es muy propicio para parques y jardines grandes. Gmelina leichhardtii es también visto como árbol de sombra en granjas en lo que fueron áreas de bosques lluviosos.

## Sinonimia
- Vitex leichardtii F.Muell., Fragm. 3: 58 (1862).
- Vitex leichhardtii var. glabrifolia F.Muell., Fragm. 5: 35 (1865).[2]

## Fotos

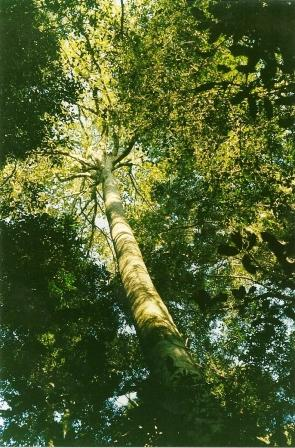
Haya blanca, Parque nacional Lamington, Queensland
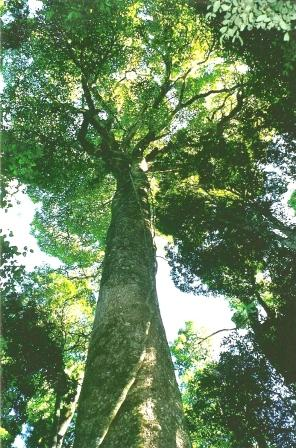
Haya blanca gigante - Parque nacional Tooloom, Nueva Gales del Sur
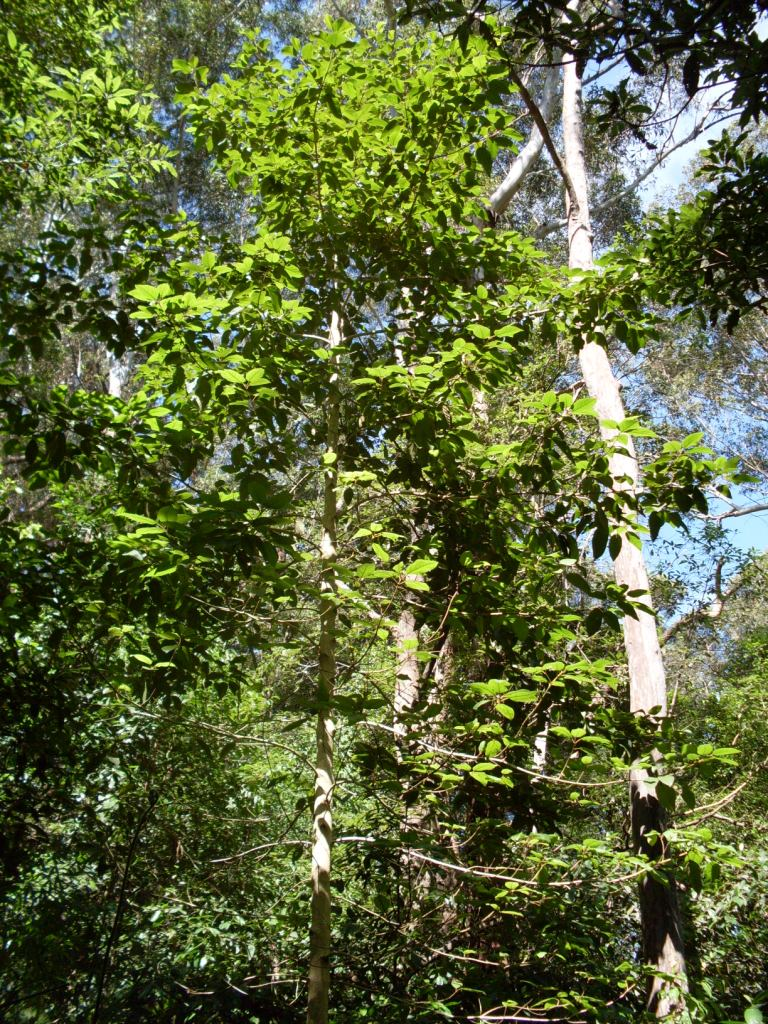
Haya blanca - Nueva Gales del Sur
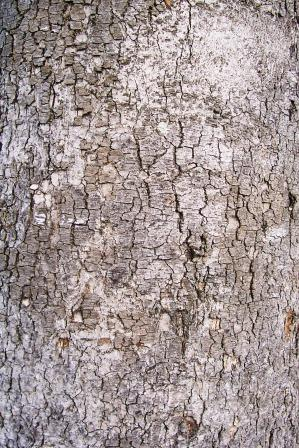
Corteza de haya blanca - Nueva Gales del Sur
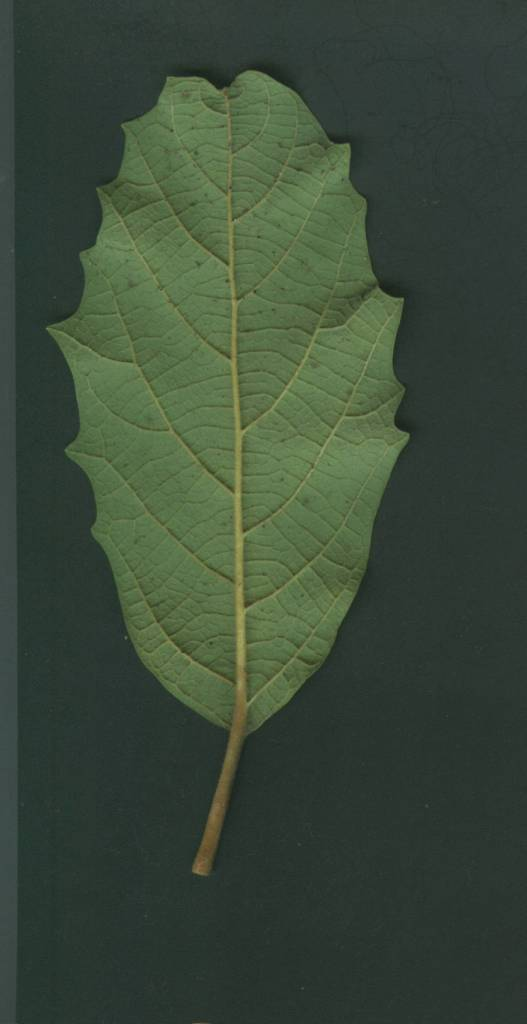
Envés de una hoja joven
Haya blanca en la Reserva Natural Boorganna
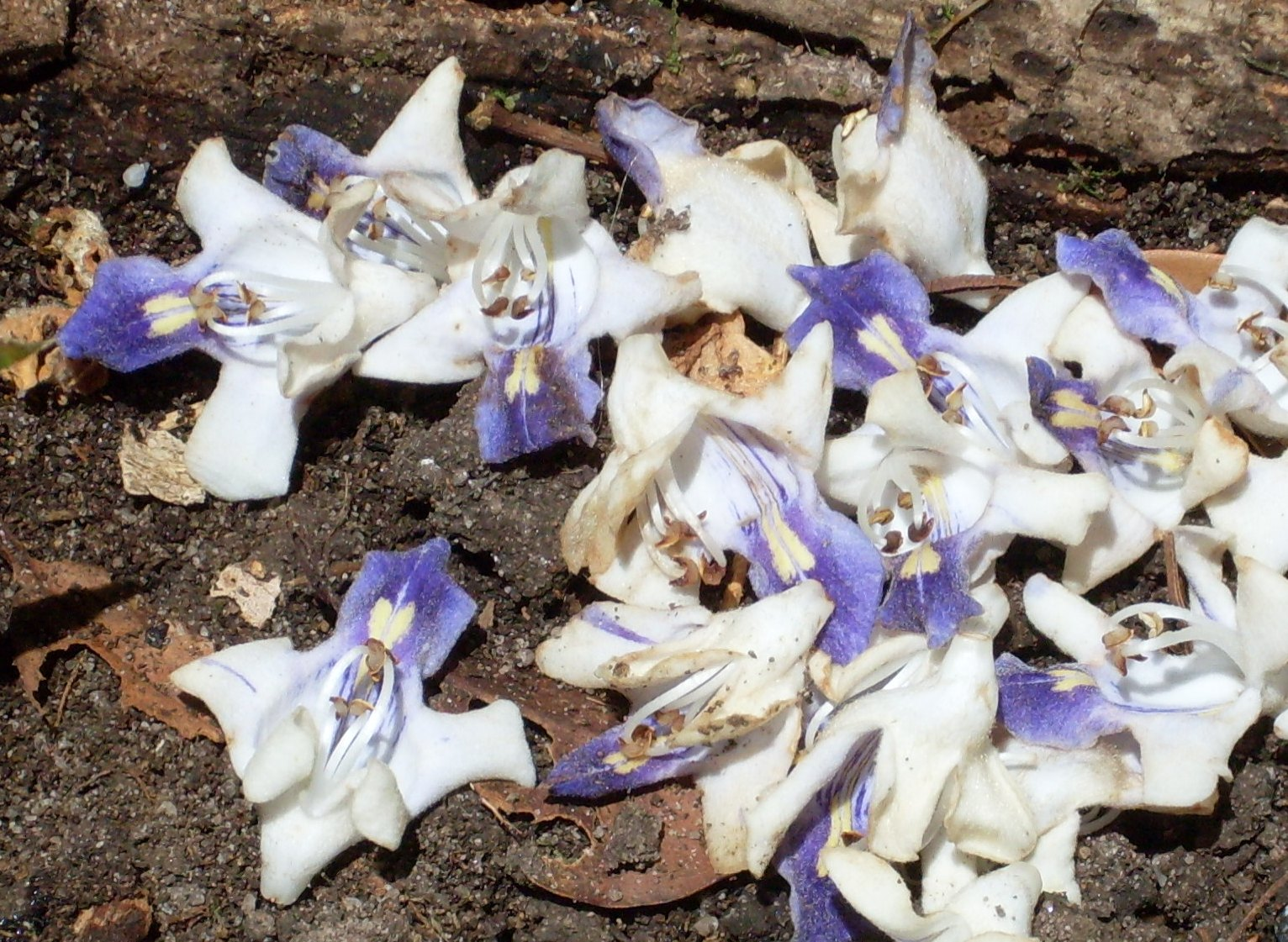
Flores en el suelo del bosque, Nueva Gales del Sur
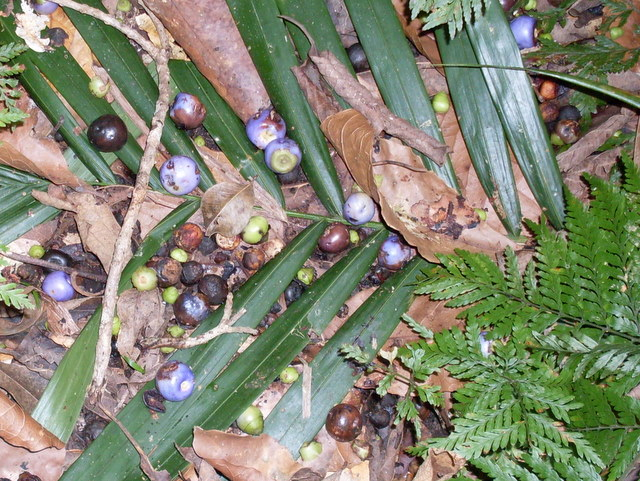
Fruto de Gmelina leichhardtii y fronda de palma bangalow  - Nueva Gales del Sur
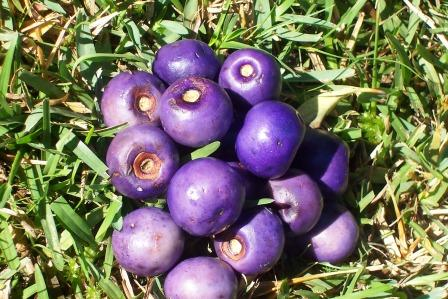
Haya blanca - Fruto
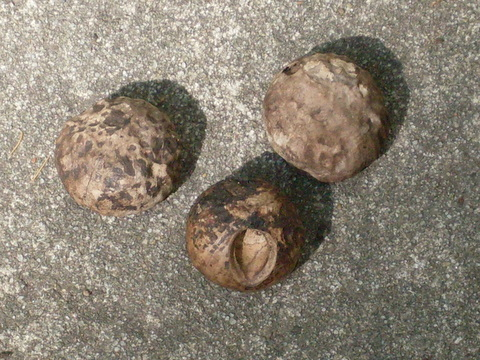
Cápsulas leñosas, mostrando un hueco desde donde las semillas germinaron
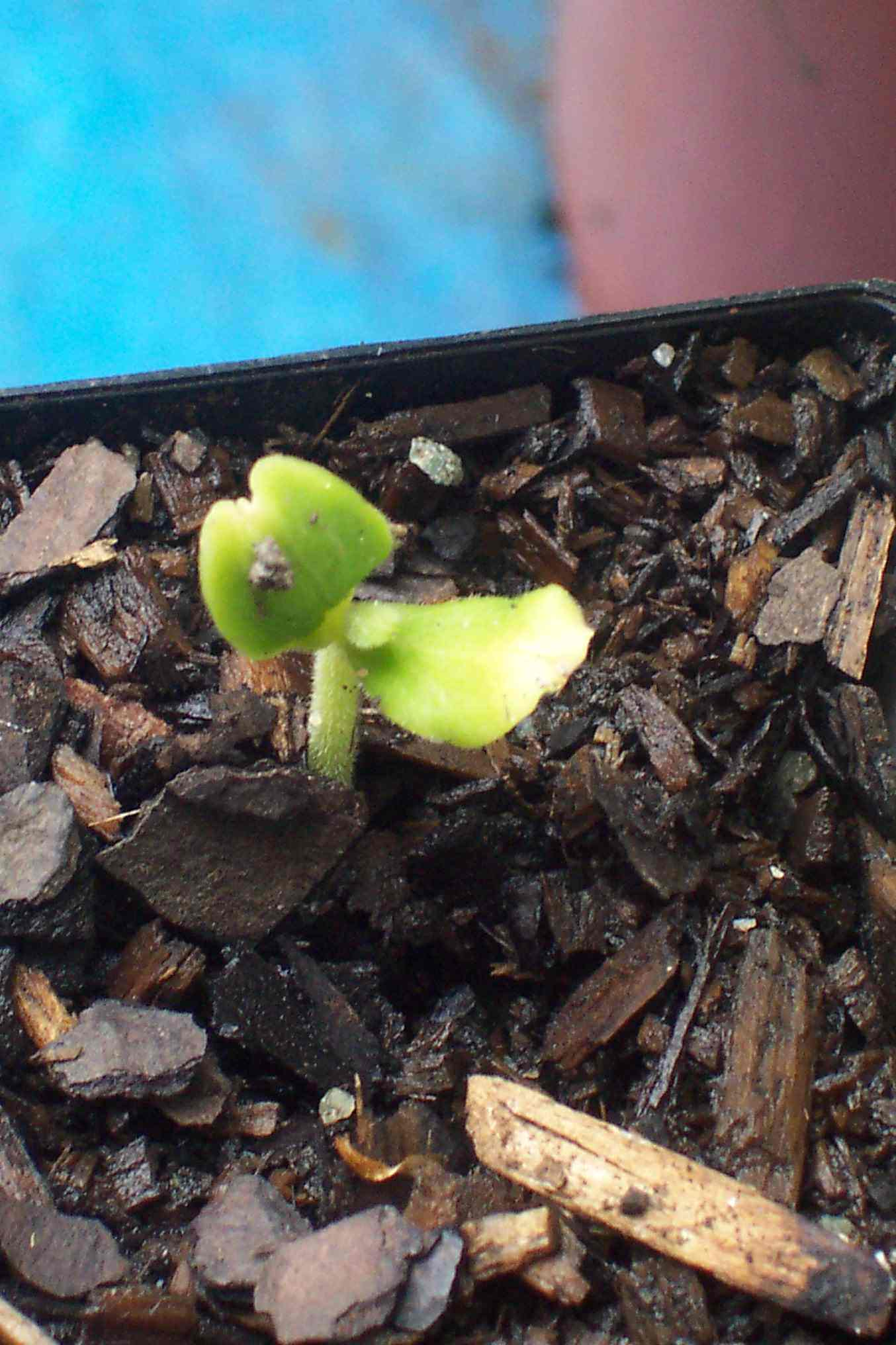
Haya blanca germinando
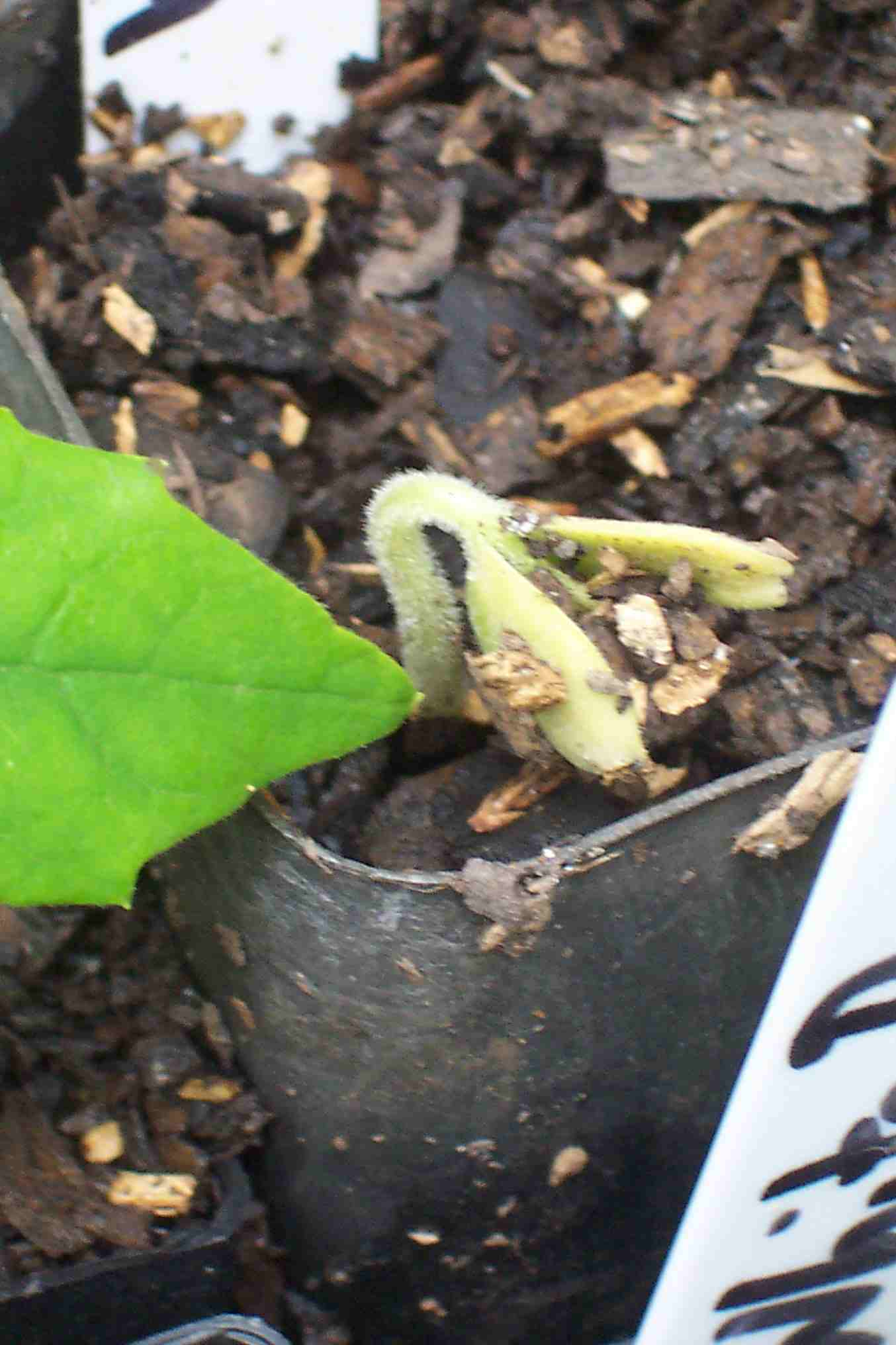
Haya blanca germinando
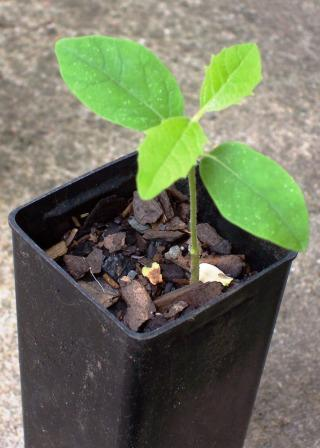
Plantón de haya blanca
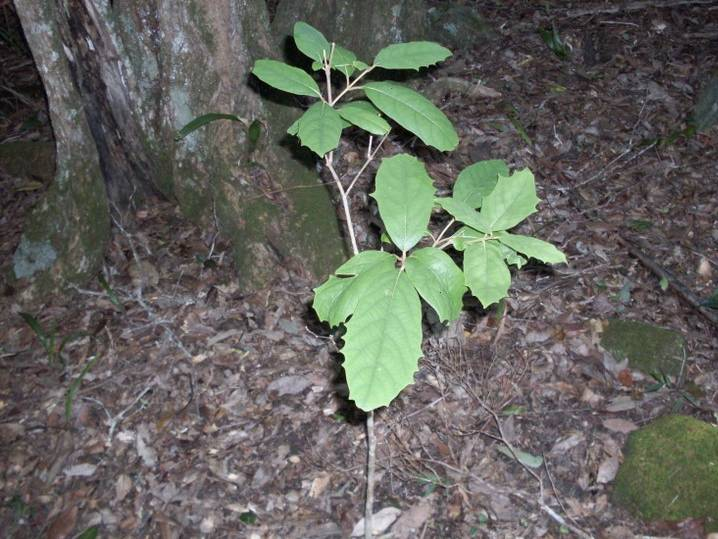
Ejemplar juvenil, Nueva Gales del Sur